# Guy Tisserant
Pour les articles homonymes, voir Tisserant.
Guy Tisserant est un pongiste handisport, né le 16 janvier 1961 à Charmes (Vosges). Il a notamment été quatre fois champion paralympique et a été no 1 mondial de 1992 à 1998. Il dirige depuis 2004 une société de conseil spécialisée dans l'emploi des personnes handicapées, la promotion de la diversité et l'égalité des chances en milieu professionnel.

## Biographie
Guy Tisserant est né à Charmes, dans les Vosges, le 16 janvier 1961. Il contracte une maladie à l’âge de 8 mois qui génère un handicap des membres inférieurs. Il suit des études, majorité en centre spécialisé et obtient son baccalauréat série C en 1978. 

### Champion de tennis de table
Guy Tisserant pratique le tennis de table depuis l'âge de 12 ans. Il participe à ses premiers championnats de France en 1979 et obtient son premier titre de champion de France en 1980.
Il conduit par la suite de front des études supérieures et sa carrière de sportif qui le conduit à remporter de très nombreux titres, dont quatre médailles d’or aux Jeux paralympiques et à devenir puis rester le no 1 mondial de tennis de table en fauteuil roulant de 1992 à 1998 sans interruption. À la suite de son titre paralympique en 1996 à Atlanta, il a été fait chevalier de la Légion d'honneur. Sur 20 participations aux championnats de France, il a remporté 15 titres en simple.
En 1998, il décide de prendre sa retraite sportive internationale sur un titre de champion du monde en simple à Paris, seul titre qui manquait alors à son palmarès.

### Ingénieur et chef d'entreprise
Guy Tisserant reste investi dans le domaine sportif en assurant la présidence du C.S. Charcot Tennis de Table de Sainte-Foy-lès-Lyon (Rhône) de 1994 à 2004. De 2004 à 2008, il est membre du comité directeur de la Fédération française handisport.
Parallèlement, il obtient le diplôme d'ingénieur de l'École nationale supérieure d'électrochimie et d'électrométallurgie de Grenoble (ENSEEG) en 1985 et d'ingénieur de l'École nationale supérieure d'informatique et de mathématiques appliquées (ENSIMAG) en 1986. Son activité professionnelle le conduit à un poste de chef de projet informatique puis de responsable d’un service d’études de 50 personnes au sein d’une banque régionale.
Après un parcours professionnel de 18 ans dans le domaine informatique, il fonde, avec son épouse, en 2004, le cabinet TH Conseil, cabinet de conseil, formation et recrutement, spécialisé dans le handicap, la diversité et l'égalité des chances, qui compte plus de 22 salariés début 2014[6]. Cette entreprise accompagne les employeurs dans leurs démarches afin d’éviter toute forme de discrimination.
Dans le cadre de son activité, il intervient à l'université Paris-Dauphine dans le cadre du Certificat de management de la diversité.
En mars 2012, il publie Le Handicap en entreprise : contrainte ou opportunité aux éditions Pearson, ouvrage qui présente son approche et des propositions permettant de tendre vers une égalité des chances pour tous.

## Palmarès

### Titres nationaux
- 15 titres de champion de France en simple open.
- 9 titres de champion de France en double messieurs.
- 4 titres de champion de France en double mixte.

### Titres internationaux
- 1979 : Première participation aux championnats d'Europe.
- 1981 : Champion d'Europe en simple classe 4.
- 1983 : Vice-champion d'Europe en simple classe 4.
- 1984 : Quart de finaliste en simple open aux Jeux paralympiques d'été de 1984 de Stoke Mandeville
- 1988 : Champion paralympique en simple classe 5 aux Jeux paralympiques d'été de 1988 à Séoul
- 1988 : Champion Paralympique par équipes classe 5 aux Jeux paralympiques d'été de 1988 à Séoul
- 1988 : Vice-champion Paralympique en simple open aux Jeux paralympiques d'été de 1988 à Séoul
- 1989 : Champion d'Europe en simple classe 5.
- 1989 : Champion d'Europe par équipes classe 5.
- 1989 : Vice-champion d'Europe en simple open.
- 1990 : Champion du monde par équipes classe 5.
- 1990 : Vice-champion du monde en simple open.
- 1990 : Médaille de bronze aux championnats du monde en simple classe 5.
- 1991 : Champion d'Europe par équipes classe 5.
- 1991 : Médaille de bronze en simple open aux championnats d'Europe.
- 1991 : Médaille de bronze en simple classe 5 aux championnats d'Europe.
- 1992 : Champion Paralympique en simple open aux jeux paralympiques d'été de 1992 à Barcelone
- 1992 : Vice-champion Paralympique en simple classe 5 aux jeux paralympiques d'été de 1992 à Barcelone
- 1994 : Vainqueur des Internationaux de Slovaquie en simple open
- 1994 : Vainqueur des Internationaux de Slovaquie en simple classe 5
- 1994 : Vainqueur des Internationaux de Slovaquie par équipes open
- 1994 : Vainqueur du tournoi international de Duisbourg par équipes open
- 1995 : Champion d'Europe en simple open à Hillerod (Danemark)
- 1995 : Champion d'Europe par équipes classe 5.
- 1995 : Vice-champion d'Europe en simple classe 5.
- 1996 : Champion paralympique en simple classe 5 aux Jeux paralympiques d'été de 1996 à Atlanta.
- 1996 : Vice-champion paralympique par équipes classes 4 et 5 aux Jeux paralympiques d'été de 1996 à Atlanta.
- 1998 : Champion du Monde en simple open à Paris.
- 1998 : Champion du Monde par équipes classe 5 à Paris
- 1998 : Médaille de bronze en simple classe 5 à Paris.

## Publications
- 2012 : Le Handicap en entreprise : contrainte ou opportunité ? Vers un management équitable de la singularité., Pearson, « Village Mondial »